# High Bridge Productions
High Bridge Productions ist ein US-amerikanisches Produktionsunternehmen aus Santa Monica, das 2008 von Vince Gilligan gegründet wurde. Es war in erster Linie an der Produktion der von Gilligan erdachten Fernsehserien Breaking Bad und Better Call Saul beteiligt.

## Filmografie
- 2008–2013: Breaking Bad (62 Folgen)
- 2015–2022: Better Call Saul (63 Folgen)
- 2019: El Camino: Ein „Breaking Bad“-Film